# South Airlines
South Airlines – nieistniejąca ukraińska linia lotnicza, założona w 1999 roku, z siedzibą w Odessie. Linia posiada jeden samolot obsługujący połączenia między portami lotniczymi w Odessie i Doniecku. W 2013 roku po katastrofie lotu 8971, NTSB postanowiło odebrać przewoźnikowi licencję.

## Flota
Flota linii lotniczych South Airlines (stan na 31 lipca 2011 roku):
- 1 Saab 340B